# Насен, Оливер
Оливер Насен (нем. Oliver Naesen, род. 16 сентября 1990 в Остенде, Бельгия) — бельгийский профессиональный шоссейный велогонщик, выступающий с 2017 года за команду «AG2R Citroën». Старший брат Лоуренса Насена, выступающего с 2020 года за эту же команду.
Начал свою профессиональную карьеру в 2014 году в бельгийской континентальной команде «Cibel». Там он сумел показать себя и его заметили в Lotto-Belisol, взяв его на конец сезона в качестве стажёра. Зацепиться в команде мирового тура не удалось и на сезон 2015 года он переходит в профессиональную континентальную команду Topsport Vlaanderen-Baloise и там добивается не плохих показателей.
Наконец на сезон 2016 года ему удаётся подписать контракт с командой Мирового тура IAM Cycling. Свою первую победу в Мировом туре он одержал 28 августа 2016 года, выиграв Гран-при Плуэ и показав спонсорам и руководству команды свои возможности хорошего и способного райдера.

## Достижения
2015
1-й Полинорманд (Polynormande)
1-й Гойксе Пейл
6-й Тур Люксембурга
1-й  Молодёжная классификация
2016
1-й Бретань Классик
 Приз самому агрессивному гонщику на этапе 4 Тур де Франс
1-й GP Lucien Van Impe
2-й Энеко Тур
2017
1-й  - Чемпион Бельгии в групповой гонке
3-й E3 Харелбеке
3-й Четыре дня Дюнкерка
5-й БинкБанк Тур
6-й Париж — Тур
6-й Дварс дор Фландерен
6-й Тур де Еврометрополь
7-й Омлоп Хет Ниувсблад
8-й Тур Бельгии
8-й Кюрне — Брюссель — Кюрне
10-й Лондон — Суррей Классик
10-й Бенш — Шиме — Бенш
2018
1-й Бретань Классик
3-й Эшборн — Франкфурт
3-й Бенш — Шиме — Бенш
3-й Тур де Еврометрополь
4-й E3 Харелбеке
4-й Гран-при Монреаля
4-й Париж — Тур
6-й Гент — Вевельгем
9-й Grand Prix d'Isbergues
2019
2-й Милан — Сан-Ремо
3-й Гент — Вевельгем
7-й Тур Фландрии
8-й E3 БинкБанк Классик
10-й Омлоп Хет Ниувсблад

## Статистика выступлений

### Чемпионаты
| Соревнование      | Соревнование | 2015 | 2016 | 2017 | 2018 | 2019 |
| ----------------- | ------------ | ---- | ---- | ---- | ---- | ---- |
| Чемпионат мира    | RR           | —    | 23   | 73   | —    |      |
| Чемпионат Бельгии | RR           | 10   | 30   | 1    | 43   |      |

### Гранд-туры
| Гонка           | 2016 | 2017 | 2018 | 2019 |
| --------------- | ---- | ---- | ---- | ---- |
| Джиро д'Италия  | —    | —    | —    |      |
| Тур де Франс    | 83   | 63   | 66   |      |
| Вуэльта Испании | —    | —    | —    |      |

### Однодневки
| Монументальные гонки     |      |      |      |      |      |
| Гонка                    | 2015 | 2016 | 2017 | 2018 | 2019 |
| Милан — Сан-Ремо         | —    | —    | —    | 62   | 2    |
| Тур Фландрии             | 35   | 22   | 23   | 11   | 7    |
| Париж — Рубе             | 57   | 13   | 31   | 12   | 13   |
| Льеж — Бастонь — Льеж    | —    | —    | —    | —    |      |
| Джиро ди Ломбардия       | —    | —    | —    | —    |      |
| Классические гонки       |      |      |      |      |      |
| Гонка                    | 2015 | 2016 | 2017 | 2018 | 2019 |
| Омлоп Хет Ниувсблад      | 31   | 13   | 7    | 27   | 10   |
| Кюрне — Брюссель — Кюрне | 25   | 77   | 8    | 11   | 43   |
| Дварс дор Фландерен      | 40   | НФ   | 6    | НФ   | 19   |
| E3 БинкБанк Классик      | —    | —    | 3    | 4    | 8    |
| Гент — Вевельгем         | 32   | НФ   | 22   | 6    | 3    |
| Эшборн — Франкфурт       | —    | —    | НФ   | 3    |      |
| Бретань Классик          | —    | 1    | НФ   | 1    |      |
| Гран-при Квебека         | —    | 68   | 17   | 14   |      |
| Гран-при Монреаля        | —    | 15   | 16   | 4    |      |
| Париж — Тур              | 27   | 25   | 6    | 4    |      |

| —  | Не участвовал  |
| НФ | Не финишировал |